# Hirundo domicola
A Hirundo domicola a verébalakúak (Passeriformes) rendjébe, ezen belül a fecskefélék (Hirundinidae) családjába és a Hirundo nembe tartozó faj. Egyes rendszerezések a déltengeri fecske alfajának tekintik. 13 centiméter hosszú. Dél-India és Srí Lanka területén él. Rovarevő. Februártól májusig költ, a fészekalj akár négy tojásból is állhat.

## Fordítás
- Ez a szócikk részben vagy egészben  a   Hill swallow című angol Wikipédia-szócikk fordításán alapul.  Az eredeti cikk szerkesztőit annak laptörténete sorolja fel. Ez a jelzés csupán a megfogalmazás eredetét és a szerzői jogokat jelzi, nem szolgál a cikkben szereplő információk forrásmegjelöléseként.